# Ocotea obtusata
Ocotea obtusata är en lagerväxtart som först beskrevs av Christian Gottfried Daniel Nees von Esenbeck, och fick sitt nu gällande namn av André Joseph Guillaume Henri Kostermans. Ocotea obtusata ingår i släktet Ocotea och familjen lagerväxter. Inga underarter finns listade i Catalogue of Life.